# Breny
Breny é uma comuna francesa na região administrativa de Altos da França, no departamento de Aisne. Estende-se por uma área de 4,52 km². Em 2010 a comuna tinha 247 habitantes (densidade: 54,6 hab./km²).